# Dolichotis
Dolichotis és un gènere de rosegadors de la família dels càvids. Conté dues espècies: la llebre de la Patagònia (D. patagonum) i la llebre del Chaco (D. salinicola). Alguns científics classifiquen aquesta última en un gènere a part, Pediolagus.
Les dimensions varien de 75 a 45 cm de llargada, amb 4 dits a les potes anteriors.

## Distribució
Són rosegadors diürns, difosos a Sud-amèrica, sobretot a l'Argentina, on la ramaderia ovina, la introducció de la llebre amb les seves malalties i la ràpida difusió han comportat una disminució de les dues espècies. Les femelles donen a llum entre dues i cinc cries i durant els períodes de gestació passen bona part del dia a la cerca d'aliment mentre que els mascles es queden als prats, alerta per si arriben depredadors.

## Galeria

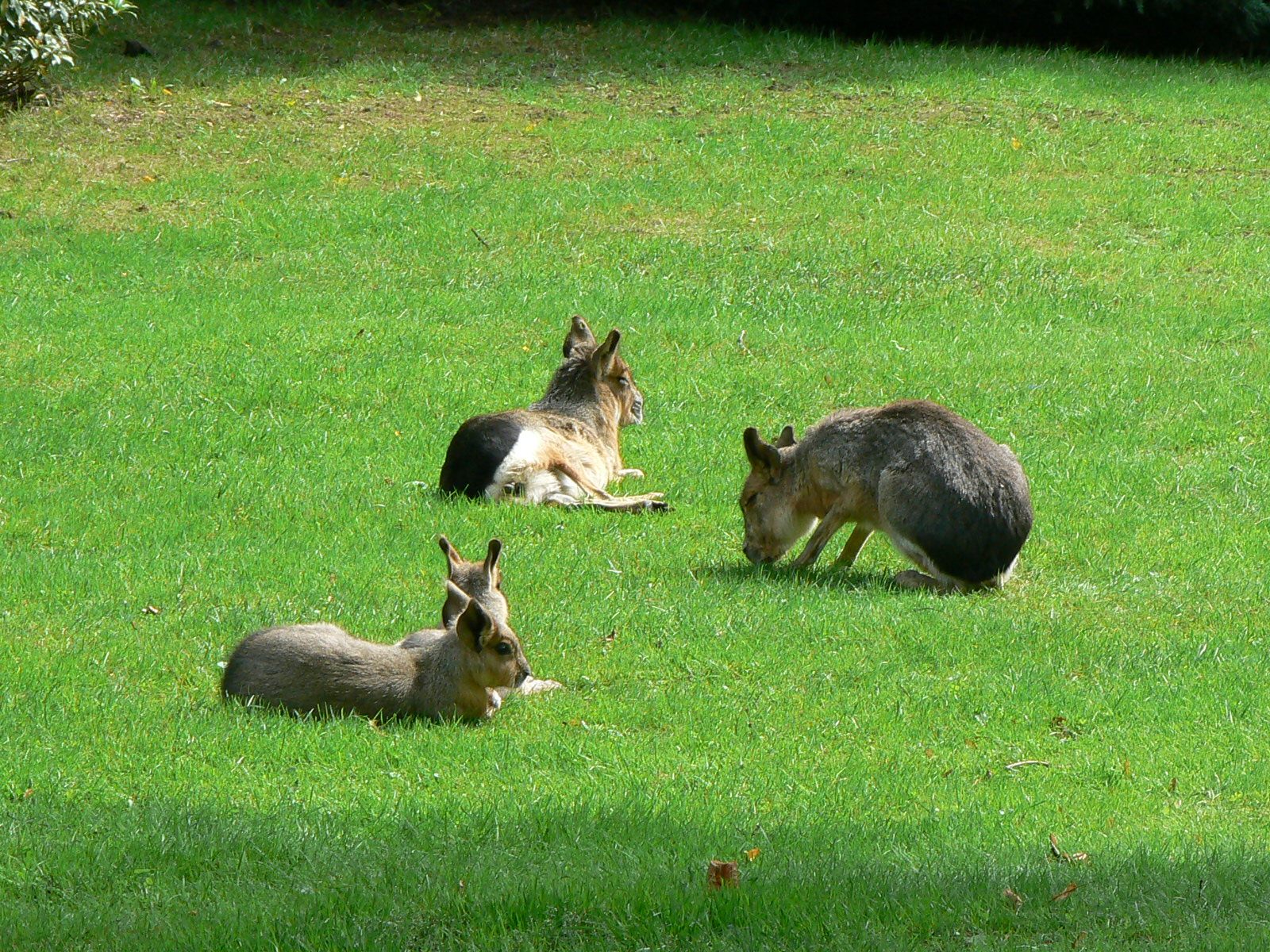
Quatre exemplars en un prat
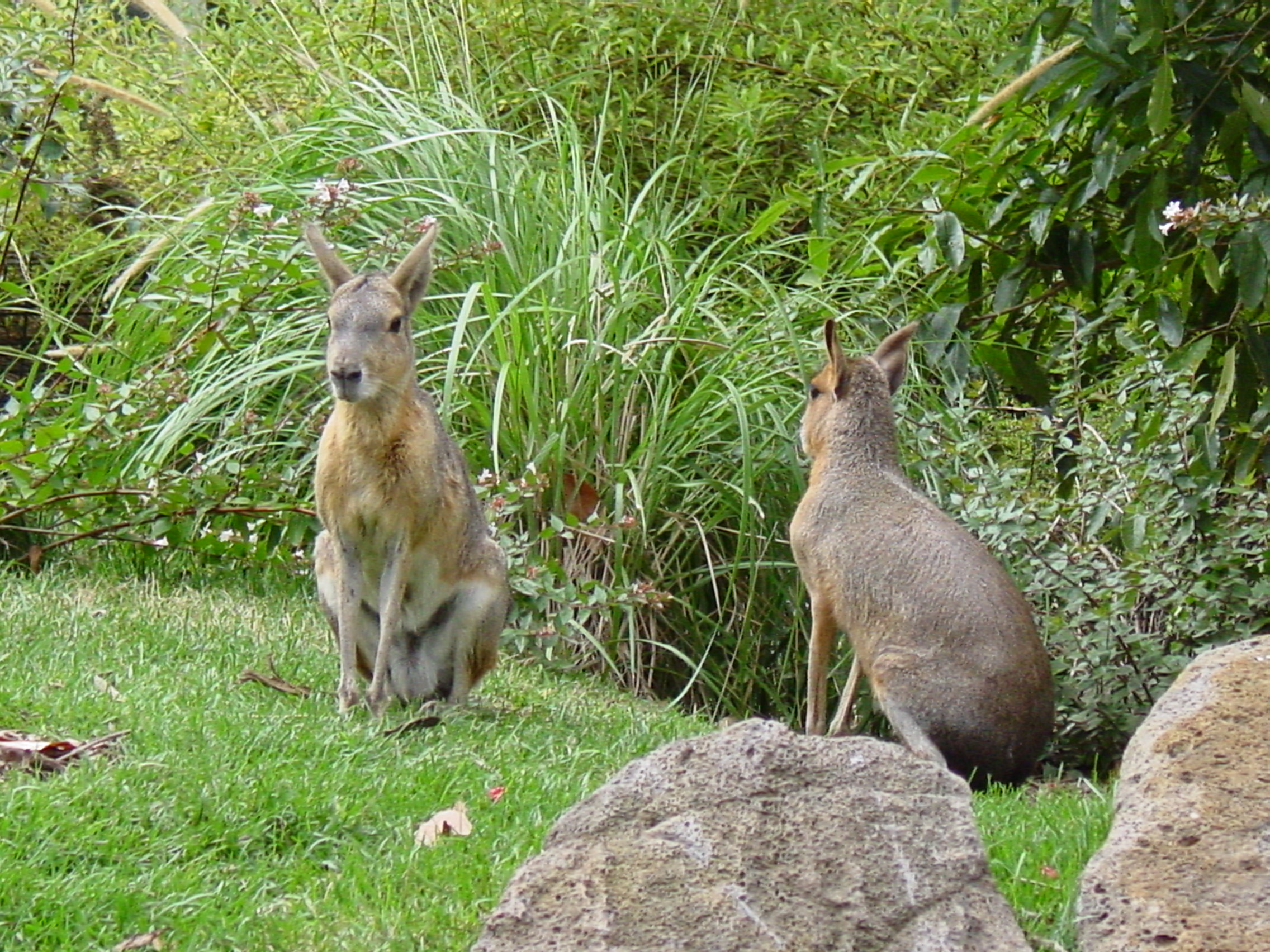
Una parella al zoo de Melbourne
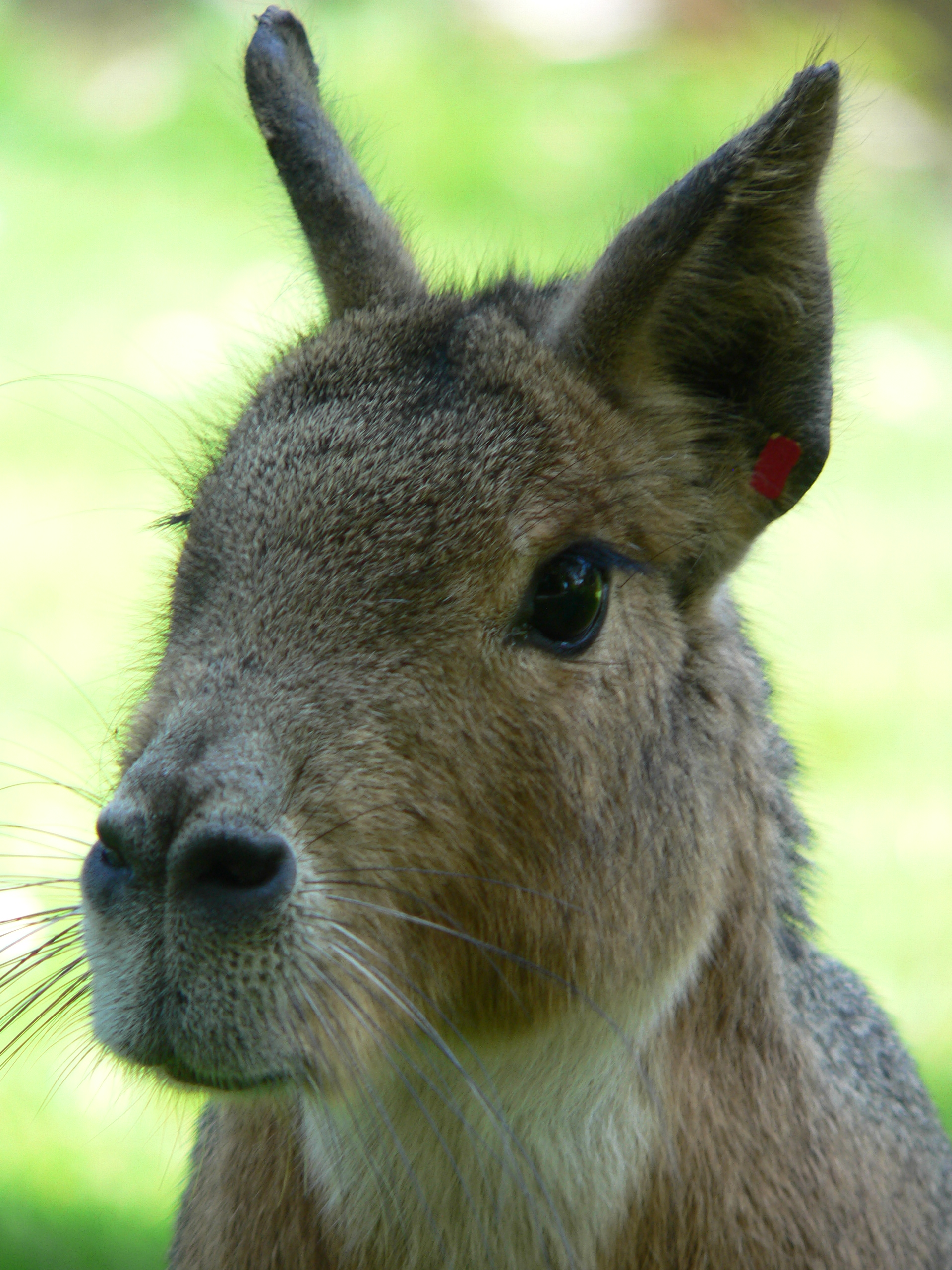
Primer pla
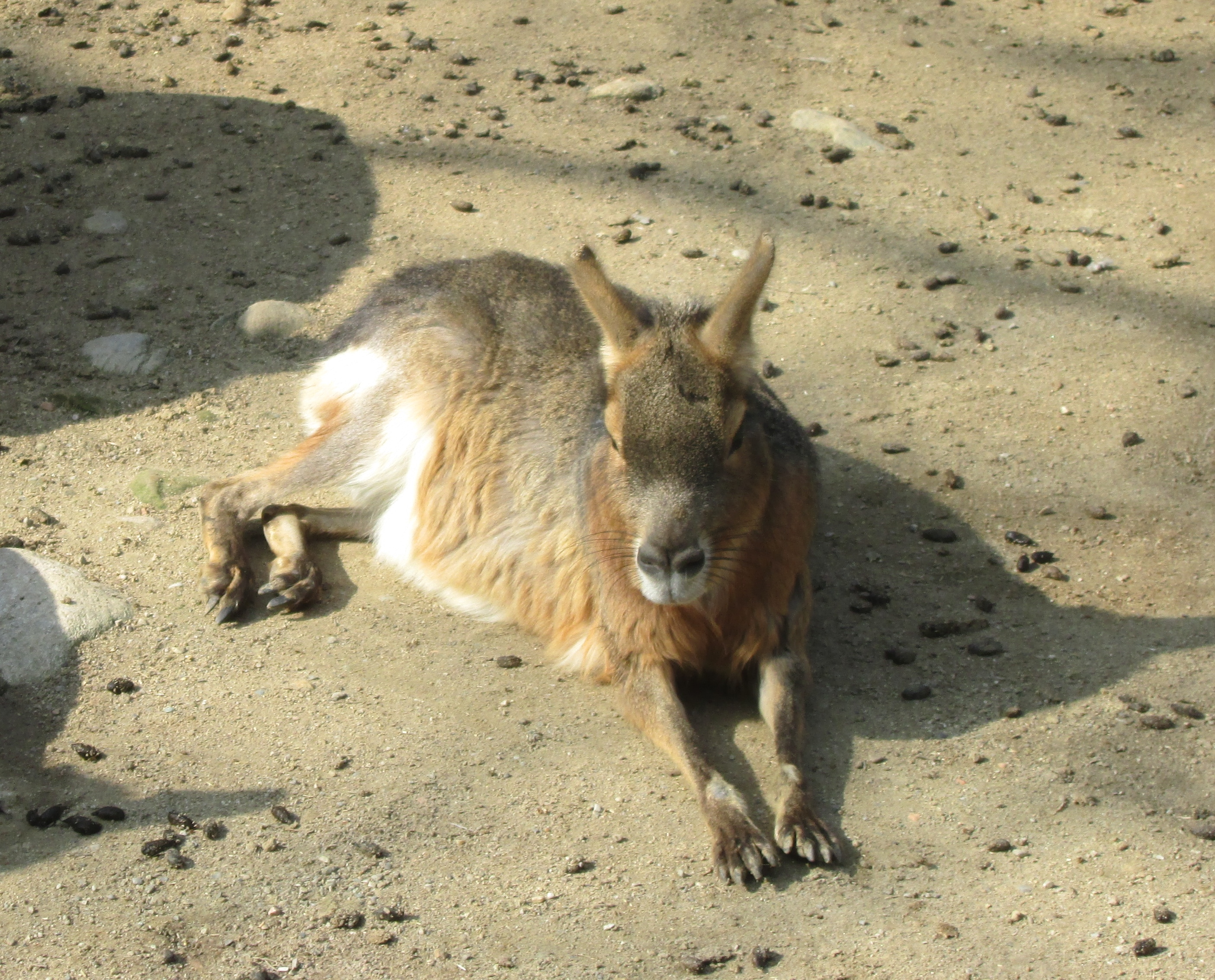
Exemplars al Parc faunístic Le Cornelle
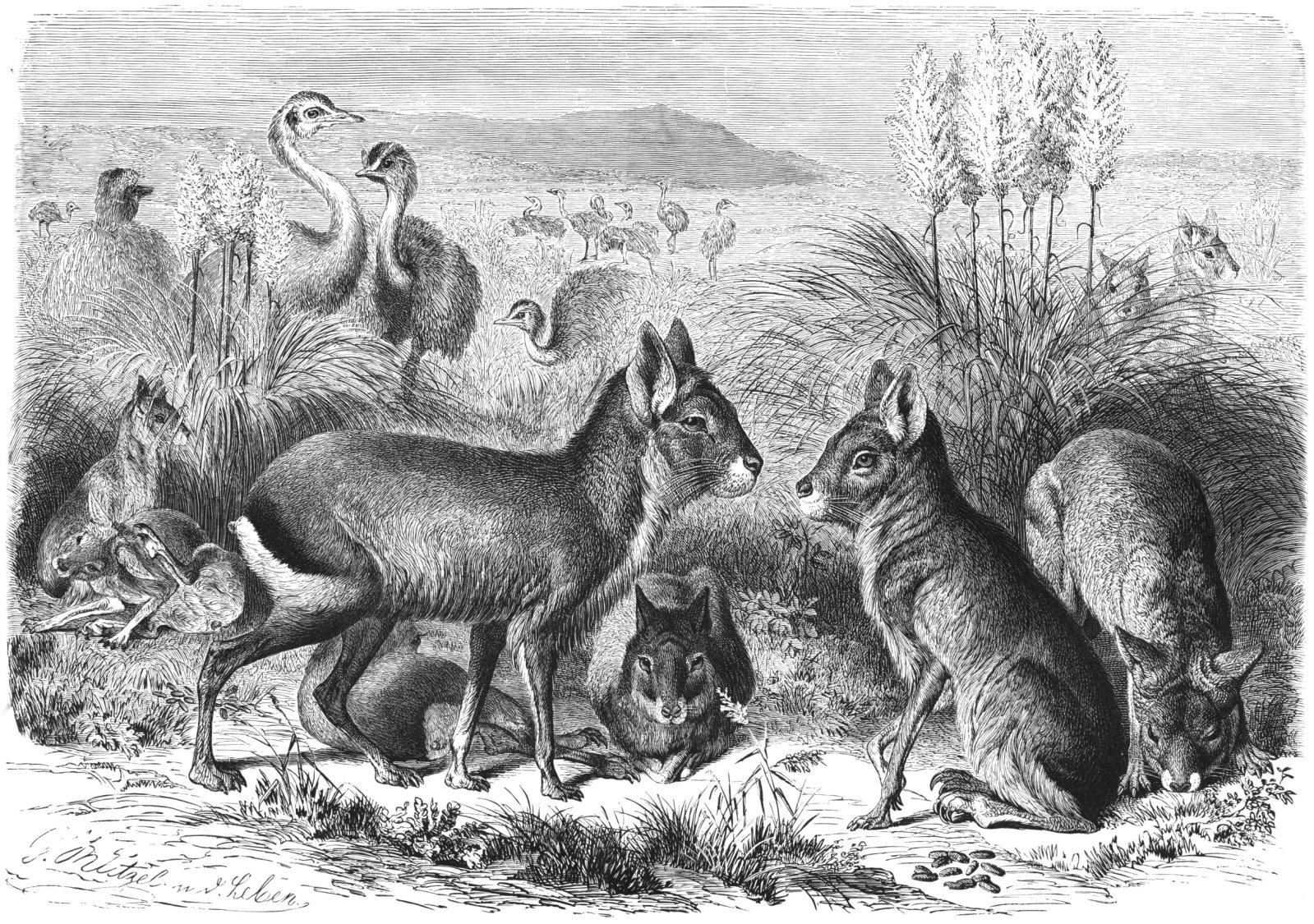
Marà en un dibuix de Vita degli Animali d'A. E. Brehm